# ریو نیشی کیدو
ریو نیشی کیدو (انگلیسی: Ryo Nishikido؛ زادهٔ ۳ نوامبر ۱۹۸۴) یک موسیقی‌دان اهل ژاپن است. وی از سال ۱۹۹۷ میلادی تاکنون مشغول فعالیت بوده‌است.